# 新竹土場部落山崩掩埋事件
新竹土場部落山崩掩埋事件是一起發生於臺灣新竹縣五峰鄉桃山村土場部落的山崩掩埋事件，該起事件之原因為2004年8月24日中度颱風艾利侵襲臺灣，其所夾帶的龐大雨勢造成臺灣北部地區嚴重災情，其中新竹縣五峰鄉山區多處原住民部落嚴重受創，之中又以土場部落山崩造成15人活埋死亡最為慘重。

## 沿革

### 事件背景
土場部落隸屬於新竹縣五峰鄉桃山村第11鄰和12鄰，為臺灣原住民泰雅族的部落，約於1910年代從石加路社與白蘭社兩社居民遷徒而來，與北方的清泉部落相隔不到兩公里。
颱風艾利於2004年8月20日於菲律賓東方外海形成輕度颱風，並向西北方向移動，於8月22日增強為中度颱風，暴風中心到達臺灣東北方海面後緩慢偏西移動通過臺灣北部近海，受颱風外圍環流影響，臺灣北部、東北部、中南部有豪雨發生，其中以新竹縣山區雨勢最為明顯。

### 事件經過
中度颱風艾利對臺灣北部帶來滂沱雨勢，其中以新竹縣尖石鄉、五峰鄉8月24~25日的累積雨量達1,300公釐，使災情最為慘重，8月25日上午清泉檢查哨三位員警協助進行土場居民撤離，上午9時10分所長張聖堂透過無線電回報新竹縣警察局橫山分局勤務中心，表示由於土石流威脅，正在撤離當地民。
上午10時30分，土場部落對岸清泉檢查哨上方山壁發生大規模土石崩落事件，10秒之內大量土砂蓋過土場溪衝向土場部落，造成土場部落計有24戶民宅被土石覆蓋，初步估計有14人遭活埋，爾後增至15人活埋，包含居住當地的原住民5人以及其他來此做生意的平地漢人等，而原先被認為成功逃難的清泉檢查哨所長張聖堂、副所長曾國雄，以及警員孫智華等員警3人也列入失聯名單中。包含隔壁桃山部落在內粗估有17人遭土石流或山崩活埋。

### 災後救援
2004年8月25日災害發生當晚，新竹縣災害應變中心副指揮官，新竹縣副縣長彭光政表示，目前回傳的消息，桃山村12鄰的土場部落確認有24戶以及檢查哨遭掩埋，而在前一日清泉檢查哨員警有回報災情危及，但已安全撤離到其他地方。
土場部落居民經調查有24戶共104人設籍於此，但詳加確認約有20人居住於土場部落，其餘居民居住在竹東鎮，由於五峰鄉災情慘重道路中斷，電力、通訊等也一併中斷，目前僅透過親戚查證已確認有一人撤退到尤外山莊避難，其餘居民因災害通訊中斷，而當前也預估若依靠搜救人員徒步進入災區至少需七小時以上，因此尚待一早協調空勤總隊直升機進入勘災。
2004年8月26日災後第二天，新竹縣災害應變中心於縣府廣場設置指揮所，統籌調度警、消，以及內政部特種搜救隊、中華民國國軍的人員徒步進入災區搜救。另協調內政部空勤總隊調派直升機，搭載新竹縣長鄭永金進入災區上空初步勘災，以及載運搜救人員進入掩埋區搜救遭活埋民眾。
同一天中華民國陸軍加入搶救工作，派遣CH-47契努克直升機分三梯次吊掛六部小山貓進入災區，然而因預定降落的新竹縣立桃山國民小學操場樹木過於茂密無法降落而折返另謀計畫。
2004年10月6日，自災後第二天的挖掘工作至今已第42天，目前已挖掘出9人遺體，另有6人持續失聯中，並也挖出災害發生前，清泉檢查哨警員所拉的警戒封鎖線，而持續失聯的居民則在縣府挹注新臺幣六百萬經費繼續開挖原本已挖過的房舍與道路仍舊毫無所獲，經現場縣府人員與失聯者家屬討論下，挖掘工作告一段落。其中一位黃姓罹難者胞兄也在與縣府討論會議中表示，願意提供一塊土地新建紀念碑，撫慰受難者家屬心靈。
2004年11月7日災後挖掘搶救工作中，挖掘出的罹難者遺體與屍塊39件DNA檢體，經DNA檢驗比對已確認8人身份，檢察官將據以開具死亡證明書，另有4人遺體不在失聯親屬提供的檢體名單中，懷疑是路過此處的遊客。清泉檢查哨的所長張聖堂、警員曾國雄也已尋獲遺體，另一位員警孫智華因始終找不到遺體，原被認為應脫逃成功，但經警政署協助尋找仍無所獲，因此最終決定一併列為因公殉職。

## 後續發展

### 災後重建

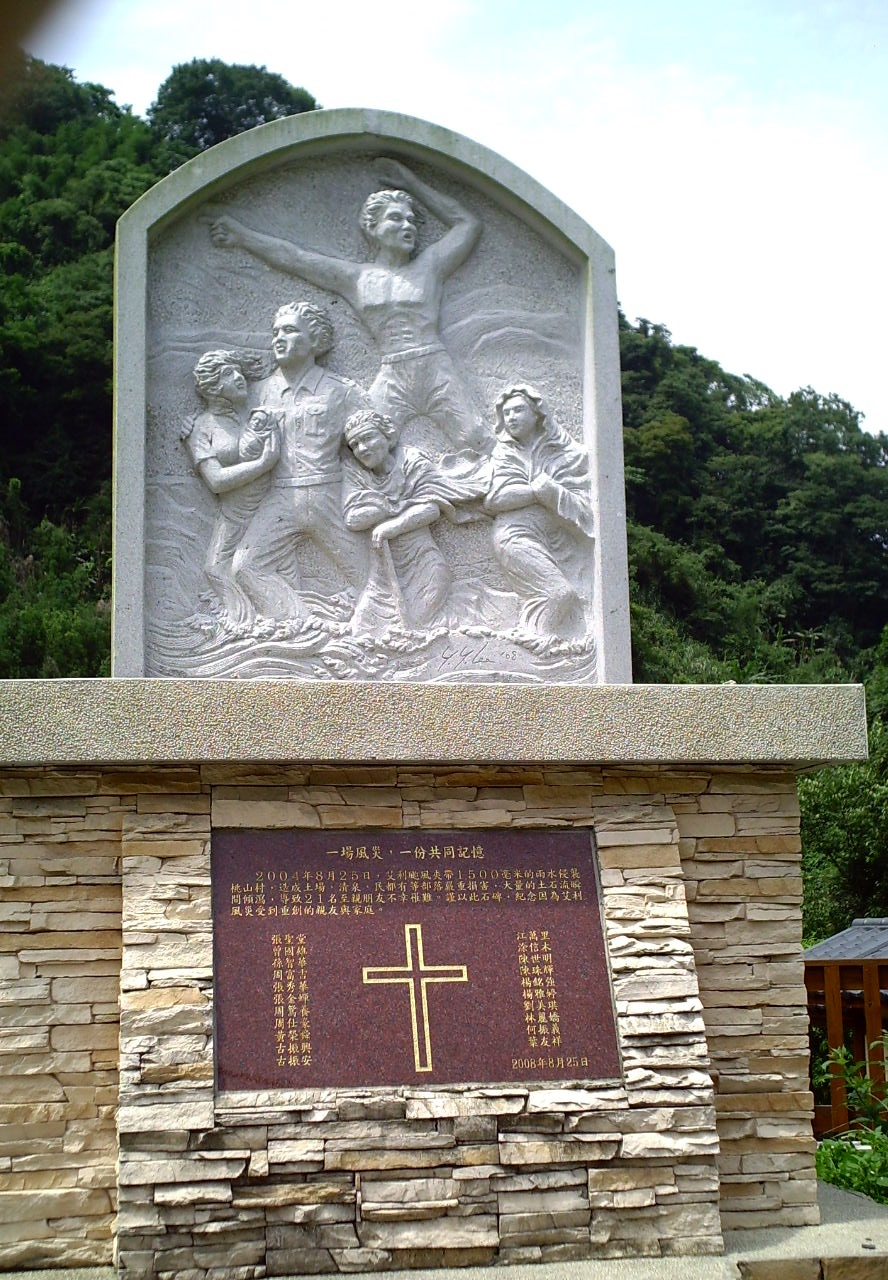
艾利颱風罹難紀念碑。

2008年8月2日災後第四年，土場部落倖存居民集資新建紀念碑一座，並刻有艾利颱風五峰鄉含土場部落在內，其他各部落土石掩埋而罹難的總計21位居民與員警姓名以供後人憑弔。
林務局新竹林區管理處所屬的大鹿林道土場橋也在本次災害中沖毀，新竹林管處經發包重建，歷經多次風災影響施工下，最終於2014年11月12日重建完工通車，新橋長40公尺、寬6.5公尺，採PCI鋼筋混凝土梁，打設混凝土基樁29支加強橋梁結構，並採200年期洪水距來設計通洪斷面，極大化延長橋樑使用年限，總工程經費3,000萬元。

### 原因探討
土場地區的地質分布上屬於澳底層的砂岩與硬頁岩，其特性為皺褶與斷層構造發達，而在1980年的土場地區空拍圖即有古代大規模崩塌地遺跡特徵，此次艾利颱風帶來的大雨讓該處古代崩塌重新活動，形成一處長430公尺、底寬200公尺、深20~30公尺的大面積崩塌地，總占地約5.8公頃，此次崩塌土方量高達一百萬立方公尺。
而依滑動面之地質構造區分，分為順層面滑動型與非順層面滑動型兩類，土場崩塌事件屬於為第2類非順層型深層快速滑動，該種滑動類型除了在崩塌之後或少數已有崩塌徵兆外，非常難以預知其可能發生之地點。